# 민주 파시스트당
민주 파시스트당(이탈리아어: Partito Democratico Fascista)은 1945년 11월 2일에 창당된 이탈리아 왕국의 네오파시즘 정당이다. 공화 파시스트당을 계승한 정당이지만 제2차 세계 대전 당시에 연합국 진영에 참전했던 국가들의 간섭으로 인해 1946년 12월 27일 해산하여 이탈리아 사회운동으로 당명을 바꾸어 재창당했다.

## 같이 보기
- 베니토 무솔리니